# Amerikanskt medborgarskap

Omslag för Pass som amerikanska medborgare som utfärdas av USA:s utrikesdepartement.

Amerikanskt medborgarskap är den legala förbindelsen mellan en privatperson och USA.
Passen utfärdas av USA:s utrikesdepartement.

## Medborgarskap genom födelse
USA följer Jus soli-principen enligt vilket de som är födda på USA:s mark är medborgare. Detta är skyddat av grundlagens 14:e tillägg.
Personer som är födda i Amerikanska Samoa är inte automatiskt USA:s medborgare. De har dock rätt att resa och arbeta i andra delar av USA utan speciella tillstånd. Ytterligare kan dessa personer få amerikanskt medborgarskap snabbare.
De som åtminstone har en amerikansk förälder kan bli medborgare sedan födelsen. I dessa fall gör man dock en skillnad mellan barn som är födda i äktenskapet och dem som är inte.

## Medborgarskap genom naturalisation
Naturalisation är möjlig för sådana sökande som är åtminstone 18 år gamla, har vistas lagligt i USA med permanent uppehållstillstånd (Green card) för åtminstone fem år. Om sökanden är gift med en amerikansk medborgare, förkortas tiden till tre år. Sökanden ska också visa klanderfritt anseende och villighet att föresätta sig USA:s grundlags värderingar.
Sökanden ska visa bra muntliga och skriftliga kunskaper i engelska språket. Under ansökningsprocess testas också sökandes grundläggande kunskaper i samhällslära. Sökanden frågas tio frågor om USA:s samhälle och historia och sökanden ska svara rätt till åtminstone sex. Det är möjligt att skippa både tester med en remiss från läkare.
Det är möjligt att ansöka amerikanskt medborgarskap efter ett års hedersam tjänstgöring i USA:s väpnade styrkor om sökanden är åtminstone 18 år gammal och har vistats i USA lagligt under helas sitt ansökningsprocess. Ytterligare ska sökanden kunna engelska och det grundläggande om USA:s historia.

Då ansökning har godkänts, sökanden ska svära en naturalisationsed efter vilken personen är USA:s medborgare. Eden är följande:
I hereby declare, on oath, that I absolutely and entirely renounce and abjure all allegiance and fidelity to any foreign prince, potentate, state, or sovereignty, of whom or which I have heretofore been a subject or citizen; that I will support and defend the Constitution and laws of the United States of America against all enemies, foreign and domestic; that I will bear true faith and allegiance to the same; that I will bear arms on behalf of the United States when required by the law; that I will perform noncombatant service in the Armed Forces of the United States when required by the law; that I will perform work of national importance under civilian direction when required by the law; and that I take this obligation freely, without any mental reservation or purpose of evasion; so help me God.

## Dubbelt medborgarskap
Dubbelt medborgarskap är lagligt i USA.
Lagen i USA utgör också ett hinder för dem med dubbelt medborgarskap att fungera som kongressrepresentanter eller domare. Kongressrepresentanternas eventuella  dubbla medborgarskap är dock inte dokumenterade och det finns inget krav att offentliggöra saken på förhand.
Lagen kräver dock att medborgarna anländer till och lämnar USA med amerikanskt pass.